# Marsupina
Marsupina is een geslacht van weekdieren uit de klasse van de Gastropoda (slakken).

## Soorten
- Marsupina bufo (Bruguière, 1792)
- Marsupina nana (Broderip & G. B. Sowerby I, 1829)